# Петропавловск
Петропавловск (на казахски: Петропавл, на руски: Петропавловск), наричан още Петропавел, e град в Северен Казахстан, административен център на Северноказахстанска област. Населението на града е 216 406 души, според преброяването от 2017 година.

## История
Селището е основано през 1752 г. като руска фортификация. През 1807 г. получава статут на град. През 19 век градът е важен търговски и икономически възел. Развитието на селището е благоприятствано от преселението на селяни от Европейска Русия и свързването с Транссибирската магистрала.

## Население
Етническият състав е представен от: 63,67% руснаци, 25,89% казахи, 3,22% татари, 2,17% украинци, 1,75% немци, 0,47% беларуси и други.
| Година | Население |
| ------ | --------- |
| 1897   | 20 014    |
| 1910   | 37 937    |
| 1999   | 203 523   |
| 2009   | 195 000   |
| 2011   | 201 446   |
| 2013   | 196 365   |

## Икономика
Основните отрасли, които се развиват в града, са машиностроенето и нефтопреработването. Петропавловск е основният производител на вагони в Казахстан. Развита е и хранително-вкусовата промишленост.

## Побратимени градове
- Омск, Русия